# Гуандра (платформа)
Гуа́ндра (абх. Гәандра) — железнодорожная платформа на перегоне Эшера — Новый Афон в Абхазии. Находится в одноимённом селе — курорте Гудаутского района.
Остановочная платформа была открыта в 1944 году. Первым её названием была Цитрусовая, но уже в 1951 году платформу переименовали в Наринджовани. В 1967 году остановочный пункт получил текущее текущее название.
У платформы построен павильон. На 1981 год на остановочном пункте занимались продажей билетов на поезда местного следования без багажных операций. До 1992 года железнодорожная платформа относилась к Самтредскому отделению Закавказской железной дороги.
Остановочная платформа заброшена после грузино-абхазской войны. По состоянию на июнь 2022 года, ни пассажирские, ни грузовые поезда на платформе не останавливаются. Здание павильона заброшено и нуждается в капитальном ремонте.